# Bureschias subcylindricus
Bureschias subcylindricus là một loài tò vò trong họ Ichneumonidae.